# 캐슬린 프리먼

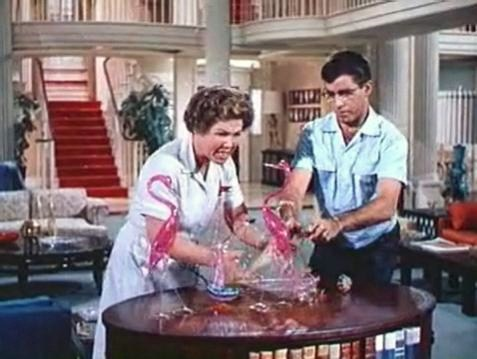

캐슬린 프리먼(Kathleen Freeman, 1919년 2월 17일 ~ 2001년 8월 23일)는 미국의 배우, 성우, 영화 제작자이다.
시카고에서 태어났으며 뉴욕에서 사망하였다. 사인은 폐암이다. 할리우드 포에버 공동묘지에 매장되었다.

## 출연 작품
- 조는 못말려 (2001년)
- 슈렉 (2001년)
- 세븐 걸프렌드 (1999년)
- 블루스 브라더스 2000 (1998년)
- 리치 리치 2 (1998년)
- 홈 포 크리스마스 (1997년)
- 총알 탄 사나이 3 (1994년) - 뮤리엘 역
- 호커스 포커스 (1993년)
- 은행털러 간 사나이 (1993년)
- 푸른 골짜기 (1993년)
- 귀여운 악마 (1991년)
- 그렘린 2 - 뉴욕 대소동 (1990년)
- 리틀 네모 (1989년)
- 인 더 무드 (1987년)
- 틴 울프 2 (1987년)
- 드라그넷 (1987년)
- 이너스페이스 (1987년)
- 베스트 오브 타임즈 (1986년)
- 비키니 숍 (1986년)
- 하트비프 (1981년)
- 블루스 브라더스 (1980년)
- 바이킹의 혈투 (1978년)
- 세계에서 가장 힘센 남자 (1975년)
- 어디가 아프죠? (1972년)
- 위치 웨이 투 더 프론트 (1970년)
- 케이블 호그의 발라드 (1970년)
- 건파이터의 최후 (1969년)
- 싸이코 드라마 (1969년)
- 0011 나폴레옹 솔로 - 헬리콥터 스파이스 (1968년)
- 포인트 블랭크 (1967년) - 첫 시민 역
- 쓰리 온 어 코치 (1966년)
- 호간의 영웅들 (1965년)
- 댓 퍼니 필링 (1965년)
- 내 사랑 지니 (1965년)
- 위기의 남자 (1965년)
- 사고뭉치 간호조무사 (1964년)
- 너티 프로페서 (1963년)
- 레이디스 맨 (1961년)
- 심부름 소년 (1961년)
- 알래스카의 혼 (1960년)
- 하우스보트 (1958년)
- 플라이 (1958년)
- 아티스트 & 모델 (1955년)
- 아데나 (1954년)
- 머나먼 서부 (1954년)
- 어페어 오브 도비 길리스 (1953년)
- 최고의 사랑 (1952년)
- 스커트 어호이 (1952년)
- 넬리 (1952년)
- 몽키 비지니스 (1952년)
- 배드 앤 뷰티 (1952년)
- 오 헨리 단편집 (1952년)
- 젠다성의 포로 (1952년)
- 사랑은 비를 타고 (1952년)
- 젊은이의 양지 (1951년)
- 벨브디어씨 대학가다 (1949년)

### 텔레비전
- 보난자 (1959년)
- 못말리는 번디 가족 (1987년)
- 달리는 사이먼 (1981년)
- 비버리 힐빌리즈 (1962년)
- 선셋 77번가 (1958년)
- 도나 리드 쇼 (1958년)
- 첩보원 0011 (1964년)